# Picroroccelina
La picroroccelina es un anhidropéptido pirazinoide aislado del liquen Roccella fuciformis. Rotación óptica: [α] 18D = +12.5 (CHCl3). La picroroccelina no ha sido aislada exitosamente desde 1877.